# Jordanopsylla allredi
Jordanopsylla allredi är en loppart som beskrevs av Traub et Tipton 1951. Jordanopsylla allredi ingår i släktet Jordanopsylla och familjen mullvadsloppor. Inga underarter finns listade i Catalogue of Life.